# رود کوتا
رود کوتا (انگلیسی: Kuta) یک رودخانه در استان ایرکوتسک کشور روسیه است.